# Yasunori Miyabe
Pour les articles homonymes, voir Miyabe.
Yasunori Miyabe (宮部 保範, Miyabe Yasunori), né le 5 novembre 1966 à Tokyo, est un patineur de vitesse japonais.

## Carrière
Aux Jeux olympiques d'hiver de 1992 disputés à Albertville, Yasunori Miyabe termine cinquième du 500 mètres et dix-neuvième du 1 000 mètres ; il est aussi neuvième du 500 mètres aux Jeux olympiques d'hiver de 1994. Il est médaillé d'argent en 1993 et médaillé de bronze en 1995 aux Championnats du monde de sprint, et médaillé de bronze aux Jeux asiatiques de 1990 sur 500 mètres.

## Vie privée
Son frère Yukinori a également pratiqué le patinage de vitesse à haut niveau.